# Ruta 57 (Uruguay)
La Ruta Nacional N.º 57 es una de las carreteras nacionales de Uruguay.

## Recorrido
Se trata de una carretera conformada por dos tramos. El primero de ellos consta de un total de 59 km, uniendo las ciudades de Cardona, en el departamento de Soriano, con la ciudad de Trinidad en el departamento de Flores. El segundo tramo consta de 51 km entre la ruta 3, a la altura de la localidad de Cerro Colorado en el departamento de Flores, y la ciudad de Sarandí Grande, en el departamento de Florida.

## Características
Estado y tipo de construcción de la carretera según el tramo:
| Tramo (aproximado)    | Tipo de Red             | Tipo de Construcción   | Estado    |
| --------------------- | ----------------------- | ---------------------- | --------- |
| Cardona-Trinidad      | Red nacional secundaria | Tratamiento bituminoso | Bueno     |
| Ruta 3-Sarandí Grande | Red departamental       | Tosca                  | Sin datos |